# Archytas shannoni
Archytas shannoni är en tvåvingeart som beskrevs av Guimaraes 1960. Archytas shannoni ingår i släktet Archytas och familjen parasitflugor. Inga underarter finns listade i Catalogue of Life.